# Сибиряков, Александр Иллиодорович
Александр Иллиодорович Сибиряков (1863—1936) — русский артист оперы (тенор), антрепренёр и театральный деятель.

## Биография
Родился 28 мая 1863 года в Киеве, происходил из состоятельной семьи киевских сахарозаводчиков Сибиряковых. Родственник Анны Петровой-Воробьевой.
В 1886 году окончил Киевское реальное училище. 
В 1887—1890 годах обучался пению в Петербургской консерватории (один год в классе К. Эверарди, затем у С. И. Габеля), а также по классу рояля у Н. С. Лаврова. Позднее совершенствовался у вокальных педагогов Италии. Пел Сибиряков в основном в провинциальных оперных труппах, обладал небольшим голосом приятного тембра и музыкальностью.
В 1897—1900 и 1913—1915 годах — антрепренёр одесского Городского театра (ныне Одесский театр оперы и балета). Изучал лучшие оперные постановки в Петербурге, Москве и за границей. Приглашал в свою антрепризу на гастроли Медею и Николая Фигнеров, Л. Г. Яковлева и других артистов. На свои средства построил в Одессе театр, названный его именем (открытие состоялось 16 октября 1903 года спектаклем по пьесе Л. Н. Толстого «Плоды просвещения») ;позднее носил название Украинский музыкально-драматический театр им. Октябрьской революции, ныне — Одесский академический украинский музыкально-драматический театр им. В. Василько.
В 1919 году Сибиряков эмигрировал за границу, оставив жену в Одессе.
Умер в 1936 году в Сербии.
Был женат на одесситке Марии Ивановне. У них было два сына и три дочери.
В Одессе до сих пор живут его потомки.